# 伊予吉田藩
伊予吉田藩（いよよしだはん）は、宇和島藩の支藩。

## 藩史
明暦3年（1657年）7月21日、宇和島藩の初代藩主・伊達秀宗の五男・宗純が本家より3万石を分知されて立藩した。三河国の吉田藩と区別するため伊予吉田藩と呼ばれた。藩庁として、現在の愛媛県宇和島市吉田町立間尻御殿内（旧北宇和郡吉田町）に伊予吉田陣屋が置かれた。この3万石分知の経緯については諸説ある。
秀宗は宗純を寵愛しており、父・政宗が死去するまで支出していた隠居料3万石を宗純のために分知した、と一般に言われている。一方で、2人の兄が相次いで早逝するなかで世継となった三男・宗利を妬んだ宗純が、仙台藩の伊達宗勝（政宗の十男で秀宗の異母弟）と共謀し、秀宗の遺言書を偽造した、とも言われている。当時の秀宗の病状は悪く、筆を取るのもままならない状態であったとして、宗利は不審の念を呈する書簡を仙台藩第2代藩主・伊達忠宗に送っている。なお、宗勝は後の伊達騒動の首謀者として断罪されていることも一考に価する。結局、彦根藩主・井伊直孝の仲裁により3万石分知は果たされたが、吉田伊達家と宇和島宗家は領地の帰属を巡って激しく対立した。
両藩の確執は、元土佐藩浪人の身から吉田藩の家臣となり専横を奮った山田仲左衛門を巡る一件（山田騒動。米沢人でも南予人でもない土佐浪人の山田が、高禄の譜代重臣の改易を宗純に讒言して繰り返させたため、下士や郷士が山田暗殺を企て失敗、家老四名が江戸に出て仙台藩に山田を弾劾した。）に仙台伊達家の指示で宇和島藩が介入するまで続いた。以後、吉田藩に対する宇和島藩の発言権は大きくなった。第7代藩主・宗翰は宇和島藩主・村寿の子、第8代藩主・宗孝も宇和島藩主・宗城の実弟で、いずれも養子として藩主となっていることから、この事件を機に宇和島藩に従属し、支藩的扱いを受けていたと考えてよい。二代宗保は、藩主在世わずか二年で江戸で急逝した。
三代村豊（当時は宗春）は元禄14年（1701年）2月、霊元上皇の院使として江戸に下向する清閑寺熈定の饗応役に任じられ、一方で播磨国赤穂藩主・浅野長矩が勅使の柳原資廉と高野保春の饗応役に任じられた。2人の指南役は高家肝煎の吉良義央であった。3月14日、浅野長矩の吉良義央への刃傷の際にも現場に居合わせ、梶川頼照らと共に浅野の取り押さえに加わっている。浅野の凶事の後も宗春の方は、無事役目を勤め上げ賞賛された。
「左京亮様、勅使様饗応の儀、御首尾能く勤められた旨」と記され（『宗贇公御代記録書抜』）、地元では「勤皇のお殿様」「元禄赤穂事件（忠臣蔵）のお殿様」として評価された（一方で「浅野長矩は吝嗇」「吉良義央は名君」との伝承口碑も吉田と宇和島に残る）。
享保17年（1732年）の享保の大飢饉では大被害を受け、2万7000石の損失があった。さらに幕府の公役負担などにより財政は苦しくなる。それにもかかわらず、四代村信は対応策をとらなかった（同じ伊予にある松山藩では、定英が飢饉で多数の餓死者を出し幕譴を受け頓死した後、享保18年（1733年）に家督相続した定喬が、大三島で甘藷の栽培を奨励し飢饉に備えている）。五代村賢は製紙を藩の専売とするなどした。町人町の魚棚（うおたな）にある富商・法華津屋（高月家）が和紙の流通を一手に引き受け、藩にも献金をしている。安永6年（1777年）、魚棚の火災では法華津屋が米百俵を「難渋の者共」に配分している。
六代村芳は領民に重税を強いることで財政を再建しようとしたが、寛政5年（1793年）2月に吉田藩最大の一揆である武左衛門一揆が起こり、藩は百姓の要求を受け入れて製紙の専売を取りやめた。他方で村芳は学問を奨励し、寛政6年（1794年）11月13日には藩校・時観堂を創設し、森退堂（諱は嵩）を登用した。森は文化14年（1817年）、吉田藩史『藤蔓延年譜』を著し村芳に献じた。
七代宗翰の治世でも天保の大飢饉が起き打撃を受けた。幕末は八代宗孝が実兄の宇和島藩主・宗城と不仲だったことから佐幕派として行動し、兄の仲介で新政府より許されている。
明治4年（1871年）7月14日、廃藩置県の断行により、旧伊予吉田藩領を管下とする吉田県を設置（草高3万石、現石1万4730石。同年11月15日、第1次府県統合により吉田県を廃止、同時に旧宇和島県、旧大洲県、旧新谷県と合併し、新たに宇和島県を設置（本庁・宇和島、支庁・大洲）。その後、神山県を経て愛媛県に編入された。

## 吉田藩領
- 現在の宇和島市吉田町のうち奥浦、知永を除く全域
- 現在の宇和島市三間町全域
  - 則村、大藤村、黒井地村、成家村、曽根村、是房村、戸雁村、能寿寺村（以上、後の成妙村）
  - 宮野下村、末森村（北増穂）、元宗村、石原村（増田）、土居中村、小沢川村、川之内村、迫目村、務田村（以上、後の三間村）
  - 中野中村、波岡村、田川村、金銅村、土居垣内村、古藤田村、大内村、兼近村、告森村（後の音地・三間中間・黒川、広見町成藤）
  - 中間村（三間仲間）、黒川村、音地村（以上、後の二名村）
- 現在の宇和島市のうち蒋渕、下波
- 現在の宇和島市津島町のうち北灘
- 現在の鬼北町のうち旧日吉村全域（上大野村、下鍵山村、上鍵山村、日向谷村、父野川村）
- 西予市城川町のうち高野子
- 西予市三瓶町のうち朝立、安土、有網代、有太刀、蔵貫浦、皆江、垣生、二及、長早、周木
- 西予市明浜町のうち狩浜、渡江、俵津
- 八幡浜市保内町のうち喜木津、広早、川名津、上泊
- 現在の鬼北町、旧広見町のうち吉波、東仲、西仲、内深田、沢松、清延、成藤、国遠（以上、後の好藤村）、久保、小松、延川、川上（以上、後の三島村）、岩屋、興野々、出目、小倉、上川（以上、後の泉村）
- 現在の松野町のうち吉野、蕨生、奥野川（以上、後の吉野生村）、目黒（後の松丸町）

※寛文2年（1664年）に宇和島領の「北灘、蒋渕、下波、南君、上泊、川名津、喜木津、広早」と吉田領の「次郎丸のうち中之川、延野々、永野市、近永、影平（朝立浦の枝）」が交換されている。

## 歴代吉田藩主
伊達家
外様、柳間、陣屋、3万石
1. 宗純（むねずみ）〔従五位下・宮内少輔〕
2. 宗保（むねやす）〔従五位下・能登守〕
3. 村豊（むらとよ）〔従五位下・左京亮〕
4. 村信（むらのぶ）〔従五位下・紀伊守〕
5. 村賢（むらやす）〔従五位下・和泉守〕
6. 村芳（むらよし）〔従五位下・若狭守〕
7. 宗翰（むねもと）〔従五位下・紀伊守〕
8. 宗孝（むねみち）〔従五位下・若狭守〕
9. 宗敬（むねたか）〔従四位下・若狭守〕

## 藩邸
- 上屋敷は三十間堀上南八町（現在の中央区銀座1丁目23）[注釈 5]。
- 下屋敷は古川南（現在の港区白金1丁目）[注釈 6]。

## 菩提寺
- 吉田での大乗寺は玉鳳山大条寺（臨済宗）。江戸では東禅寺（同）。